# Темница Сатаны
«Темница Сатаны» («Дьявольская бездна», «Преисподняя»; англ. The Satan Pit) — девятая серия второго сезона сериала «Доктор Кто». Премьера серии состоялась 10 июня 2006 года на канале BBC One.

## Синопсис
ТАРДИС приземляется на планету, вставшую на орбиту вокруг чёрной дыры. Живущее в тюрьме внутри планеты чудовище способно контролировать рабов людей — удов — и превращать их в убийц. Доктор спускается в бездну.